# Arcole
Arcole là một đô thị ở tỉnh Verona trong vùng Veneto của Ý, có cự ly khoảng 90 km về phía tây của of Venice và khoảng 20 km về phía đông bắc của of Verona. Tại thời điểm ngày 1 tháng 7 năm 2007, đô thị này có dân số 6.014 người và diện tích là 26,9 km².